# Parigi Misteriosa
Parigi Misteriosa é um seriado italiano produzido em 1917 pela Caesar Film, em quatro capítulos, sob direção de Gustavo Serena.

## Elenco
- Olga Benetti
- Alfredo Bracci
- Lea Giunchi
- Giovanni Gizzi
- Rinaldo Rinaldi
- Enna Saredo
- Gustavo Serena

## Capítulos
1. Il cantante e la civetta
2. Il Principe Rodolfo
3. La lupa
4. La perla di Gerolstein

## Produção
O seriado foi baseado no livro de Eugène Sue, “Les Mystères de Paris”, de 1843, que foi filmado diversas vezes: em 1911, por Albert Capellani; em 1922, por Charles Burguet; em 1935, por Félix Gandera; em 1943, por Jacques de Baroncelli; em 1957, por Fernando Cerchio; em 1962, por André Hunebelle.